# Vass Virág
Vass Virág (Budapest, 1969. szeptember 18. –) magyar író, újságíró. 2021 januárjától a Nők Lapja főszerkesztője, 2022 szeptember elsejétől a Nők Lapja kulturális nagykövete lett.

## Életpályája
A budapesti Szilágyi Erzsébet Gimnáziumban érettségizett 1988-ban, majd a Külkereskedelmi Főiskolán és az ELTE Bölcsészettudományi Karán tanult. Első publikációja tizenhét éves korában jelent meg, ekkortájt indította újnak Kisgeneráció c. rovatát a Képes Újságban. Érettségi után külföldi tudósítók mellett dolgozott, mint tolmács. Beszéli az angol, német, orosz és francia nyelvet. 1991-ben a Külkereskedelmi Főiskola hallgatójaként pályázatot nyert riportjával, mely a magyar változásokat a nemzetközi sajtó szemszögéből mutatta be. Ennek köszönhetően kapott állásajánlatot a Magyar Nemzettől, a Magyar Narancstól és a Nők Lapjától. Utóbbinál dolgozott először mint rovatvezető, később mint főmunkatárs, huszonöt évesen pedig főszerkesztő-helyettese lett a lapnak. 2000-ben elnyerte a Flekk-díjat, melyet a Magyar Újságírók Országos Szövetsége a 35 évnél fiatalabb legjobb újságíróknak ítél oda. 2001-ben indította el az Elle magazin magyar változatát, mint alapító-főszerkesztő. Jelenleg kreatív tanácsadóként dolgozik a lapnál. 2009-ben jelent meg első regénye, a Vulévu.
2021. január 1-jétől lett a Nők Lapja főszerkesztője a Central Médiacsoportnál. 2022 szeptember elsejétől a Nők Lapja kulturális nagykövete lett.

## Könyvei
- Vulévu (Ulpius-ház, Bp., 2009, ISBN 9789632541686)
- Franciadrazsé (Ulpius-ház, 2009, ISBN 9789632543307)
- Sokszor csókol, India! (Vulévu 2 – a történet folytatódik) (Ulpius-ház, 2010, ISBN 9789632543598)
- Krásznájá Moszkvá (Ulpius-ház, 2011, ISBN 9789632544434)
- Ringass, Amadeus! (Ulpius-ház, 2012, ISBN 9789632545875)
- Sohaférfi (Ulpius-ház, 2013, ISBN 9789632547817)
- Sohanő (Ulpius-ház, 2014, ISBN 9789632547824)
- Szoknya Blues (Libri, Bp., 2015 ISBN 9789633106662)
- Az örökké rövid története; Central Könyvek, Bp., 2018
- Ringass, Amadeus!; jav., átdolg. kiad.; Central Könyvek, Bp., 2019